# إينجمار ستينمارك
يان إنغمار ستينمارك (بالسويدية: Jan Ingemar Stenmark؛ تُنطق [ˈɪ̌ŋː(ɛ)mar ˈstêːnmark])، من مواليد 18 مارس 1956، هو متسابق تزلج جبلي سويدي، شارك في بطولات كأس العالم. يُعد من أساطير رياضة التزلج ومن أبرز الرياضيين السويديين على الإطلاق، إذ فاز بعدة ميداليات أولمبية وبطولات عالمية خلال مسيرته الرياضية.
عند اعتزاله عام 1989، كان يحمل الرقم القياسي لأكبر عدد من الانتصارات في السباقات الدولية، وهو رقم لم يُكسر حتى عام 2023 حين تجاوزته الأمريكية ميكايلا شيفرين، بينما لا يزال رقمه القياسي قائمًا على صعيد الرجال. مثّل نادي تيرنا فييالفيندن خلال مسيرته الرياضية.

## النشأة
وُلد إنغمار ستينمارك في بلدة يوشيو، التابعة لبلدية ستورومان في منطقة لابلاند شمال السويد. عندما كان في الرابعة من عمره، انتقلت عائلته إلى بلدة تيرنابي القريبة من الحدود مع النرويج، وهناك نشأ وأمضى طفولته.
في تيرنابي، كان ستينمارك جار الطفولة للمتزلج ستيغ ستراند (المولود أيضًا عام 1956)، والذي شاركه لاحقًا لقب بطولة كأس العالم في الانحدار المتعرج (السلالوم) عام 1983.
بدأ ستينمارك التزلج وهو في سن الخامسة، وحقق أول فوز له في بطولة وطنية عندما كان في الثامنة من عمره.

## روابط خارجية
- إينجمار ستينمارك على موقع الموسوعة البريطانية (الإنجليزية)
- إينجمار ستينمارك على موقع ميوزك برينز (الإنجليزية)
- إينجمار ستينمارك على موقع إن إن دي بي (الإنجليزية)
- إينجمار ستينمارك على موقع الاتحاد الدولي للتزلج (التزلج على المنحدرات الثلجية) (الإنجليزية)
- إينجمار ستينمارك على موقع اللجنة الأولمبية الدولية (الإنجليزية)
- إينجمار ستينمارك على موقع أوليمبيديا (الإنجليزية)
- إينجمار ستينمارك على موقع اللجنة الأولمبية السويدية (السويدية)